# Milk Tea Alliance

Bandiera "Milk Tea Alliance" creata dai netizen (il colore della bandiera a sua volta da sinistra indica il tè al latte thailandese, il tè al latte di Hong Kong e il tè al latte di Taiwan)

Milk Tea Alliance è un movimento online di solidarietà e pro-democrazia online composto principalmente da netizen di Hong Kong, Taiwan, Thailandia e Birmania. Inizialmente è nato come un meme di Internet, creato in risposta alla crescente presenza di troll cinesi e commentatori nazionalisti cinesi sui social media e si è evoluto in un dinamico movimento di protesta internazionale che difende la democrazia e i diritti umani.

## Precedenti
Nell'aprile 2020, l'attore thailandese Vachirawit Chivaaree, protagonista di Phro rao khu kan, un dramma televisivo thailandese molto popolare anche in Cina, ha ripubblicato un'immagine su Twitter che elencava Hong Kong come "Stato". Il suo post ha portato a reazioni negative da parte dei netizen cinesi, che lo hanno attaccato e hanno chiesto il boicottaggio del suo spettacolo. Vachirawit si è scusato e ha rimosso l'immagine, ma i netizen cinesi hanno presto scoperto un post della sua ragazza, la modella Weeraya "New" Sukaram, del 2017 che sosteneva che Taiwan fosse un Paese indipendente e gli attacchi sono continuati, con insulti rivolti a vari aspetti della Thailandia, tra cui il Re e il Primo Ministro. L'ambasciata cinese a Bangkok ha pubblicato una lunga dichiarazione su Facebook in cui condanna le critiche online e ne è seguita una feroce disputa in rete tra i netizen thailandesi e l'ambasciata cinese. I netizen thailandesi si sono rivolti ai social media e hanno difeso Vachirawit con le loro critiche, diventate critiche più generalizzate alla Cina e al suo autoritarismo, lanciando una diatriba su Twitter con l'hashtag #nnevvy. In Thailandia il sostegno alla lotta di Hong Kong e Taiwan contro la Repubblica Popolare Cinese ha unificato i gruppi disparati di manifestanti pro-democrazia con il sentimento anti-politiche di Pechino che diventa parte della loro piattaforma anti-autoritaria.
Gli utenti di Twitter di Taiwan e Hong Kong si sono presto uniti agli utenti thailandesi in quello che The Daily Telegraph ha definito "un raro momento di solidarietà regionale". Pallabi Munsi, scrivendo su OZY, ha descritto la Milk Tea Alliance che affronta l'esercito dei 50 centesimi e Little Pink come "l'esercito volontario asiatico che si ribella contro i troll cinesi di Internet".

## Nome
Il tè con latte è visto come un simbolo di solidarietà anti-cinese dagli asiatici del sud-est perché in molti paesi del sud-est asiatico il tè è storicamente consumato con il latte, mentre in Cina non lo è.  Il bubble tea taiwanese, il tè al latte in stile Hong Kong e il tè thailandese sono tutte variazioni locali del tè al latte con forti somiglianze.

## Cronologia

Mappa dei Paesi della Milk Tea Alliance (l'India è indicata come un membro dell'alleanza in molti casi)

Nei mesi successivi, la Milk Tea Alliance si è evoluta dall'essere un meme anti-Pechino in un "movimento di protesta senza leader che spinge per il cambiamento nel Sud-est asiatico".
- A seguito delle schermaglie tra Cina e India del 2020-2021, anche l'India è stata inclusa in alcune formulazioni dell'Alleanza con il masala chai come variante rappresentativa di tè al latte.[13] I politici sia di Taiwan che dell'India hanno evidenziato l'esistenza della Milk Tea Alliance, incluso il rappresentante taiwanese negli Stati Uniti Hsiao Bi-khim, che ha usato l'hashtag in un tweet ringraziando gli indiani per il loro sostegno.[14]
- Dopo che l'Australia ha chiesto un'indagine sulla gestione del COVID-19 da parte dell'Organizzazione mondiale della sanità, la Cina ha minacciato un boicottaggio dei suoi prodotti se l'Australia non avesse ritirato le sue richieste di inchiesta. I Netizens hanno quindi incluso l'Australia come membro della Milk Tea Alliance, tuttavia la relazione con il tè al latte è debole con il prodotto a base di latte Aptamil che rappresenta una vera varietà di tè al latte nelle immagini.[15]
- Nell'agosto 2020 le nuove proteste a favore della democrazia in Thailandia, le più grandi dal colpo di Stato militare del 2014, hanno ottenuto sostegno e solidarietà da parte di molti taiwanesi e di Hong Kong, incluso l'attivista Joshua Wong.[9] L'hashtag #MilkTeaAlliance è stato ampiamente utilizzato dai manifestanti.[16][17]
- Le proteste bielorusse del 2020 sono scoppiate ad agosto in seguito alle contestate elezioni presidenziali. Gli attivisti del paese, ispirati dalla Milk Tea Alliance, hanno iniziato a utilizzare Rjaženka, una bevanda tradizionale a base di latte fermentato di Bielorussia, Russia e Ucraina come simbolo di resistenza al governo di Aljaksandr Lukašėnka.[18]
- Nel febbraio 2021, sulla scia del colpo di Stato in Birmania del 2021, gli attivisti in Myanmar e nella vicina Thailandia hanno iniziato ad adottare la Milk Tea Alliance in segno di solidarietà, con immagini di bustine di tè Royal Myanmar condivise migliaia di volte.[4] Un'illustrazione dell'artista thailandese Sina Wittayawiroj che ritrae tè al latte thailandese, taiwanese, di Hong Kong, indiano e birmano sotto il titolo "Milk Tea Alliance" è diventata virale. I manifestanti anti-golpe sono stati solidamente integrati nel movimento di protesta online.[19]

## Risposta
Le operazioni di disinformazione cinesi hanno cercato di ritrarre la Milk Tea Alliance come un complotto governativo americano in stile rivoluzione colorata.